# 野野村龙太郎
野野村龙太郎（日语：／ Nonomura Ryūtarō，1966年7月29日—），日本政治人物，曾任兵庫縣議會议员，并且曾担任已经解散的地方政党“西宫维新会”（西宮維新の会）党代表。因其挪用公款被揭发后嚎啕大哭，引起广泛关注。

## 生平
野野村毕业于关西大学法学部，1992年至2007年在兵库县川西市担任地方公务员。2007年，受他的高中同學橋下徹啟發，野野村辞去川西市役所的职务，投入政界。2008年至2010年期间曾参加太子町长选举、西宫市长选举（两次）、兵庫縣議會议员选举等多次地方选举，均告失败。
其后野野村创建了地方政党“西宫维新会”，并以同會候選人身份参加2011年兵库县议会选举，最终成功当选，在議會内以無黨派身份活動。2014年7月11日，因谎报出差费问题辞去议员职务；2016年以欺诈罪等被判处有期徒刑3年、缓刑4年。

## 政策主張
野野村曾在其網誌上貼出三項政綱，分別是「元氣兵庫」、主張改善南北交通的「一個西宮」、要求提高政治資金透明度的「我們西宮市民最後的期望」。其中「一個西宮」一詞相信是模仿自大阪維新會的「一個大阪」（消除府市二重行政架構）主張，时任大阪维新会党代表、大阪市長橋下徹對此回應稱「西宮本身不就只有一個嗎」。

## 事件
2014年6月30日，兵库县当地媒体《神户新闻》报道，野野村龙太郎在2013财政年度单日往返的出差天数高达195天，其中公款造访温泉106次，并以“铁路车票”名义报销的政务活动费高达300余万日元；但在其提供的报告中却并没有给出访问对象和出差目的，也没有按规定附上差旅费收据。次日，野野村召开记者会，为自己的行为辩解。其间，野野村突然嚎啕大哭、举止失态，称自己“不容易”，又表示自己把改变日本社会视为使命，想要尽心尽力解决少子化和老龄化问题。这一“号哭会见”视频立刻在网络走红，不仅成为網民及電視劇等的恶搞对象，更被形容“精神有问题”。
7月11日，野野村辭職，縣議會向兵庫縣警報案。野野村其後返還2011年起接受的1834萬日元政務費及89萬日元利息。2015年1月，警察依詐欺、製造及行使虛假公文書罪嫌將全案函送神戶地方檢察廳。8月18日，神戶地檢懷疑他共騙取913萬2050日元政務費，依詐欺、製造及行使虛假公文書罪嫌在宅起訴野野村。由於11月第一次審理未出庭，法院2016年1月下令拘捕野野村，他須即時還押。
2016年7月6日，日本神户地方法院裁定，野野村2011至2013财政年度虚报出差344次、冒领出差津贴913萬日元，欺诈等全部罪名成立，判处其三年有期徒刑、缓刑四年。判决下达后，野野村并未提出上诉。